# IETF語言標籤
語言标签是語言代碼的缩写表示，例如en表示英语，pt-BR表示巴西葡萄牙语。由互联网工程任务组（IETF）的“BCP 47”文档系列定义。现在标准化为RFC 5646（引用了相关的RFC 5645）与RFC 4647，IANA语言子标签登记。使用的各成分来自ISO 639、ISO 15924、ISO 3166-1以及UN M.49。
这种语言标签用于许多现代的计算标准，包括IETF的互联网协议如HTTP、XML以及PNG、SGML、Unicode、ANSI以及ECMA。Microsoft的Windows操作系统使用它代替过时的LCID，来表示locale。

## 历史
IETF语言标签的最早版本是1995年3月发布的RFC 1766。使用ISO 639的2字母语言代码，ISO 3166的2字母国家地区代码，允许登记的标签携带variant或书写文字子标签。
2001年1月发布RFC 3066, 使用ISO 639-2的3字母语言代码。
2006年9月发布RFC 4646 (规范的主体)与RFC 4647 (处理匹配行为)。RFC 4646增加了使用ISO 15924 的4字母书写文字代码与UN M.49的3数字地理分区码。 
2009年9月发布RFC 5646，引入了3字符码的ISO 639-3与639-5作为语言子标签。

## 语言标签的语法
语言标签由一个或多个子标签（subtags）组成，用连字号(-)分隔。子标签只能由基本拉丁字母或数字组成。子标签出现顺序： 
- 一个主语言子标签（primary language subtag），ISO 639-1 (2002)的2字母语言代码，ISO 639-2 (1998)或ISO 639-3 (2007)或ISO 639-5 (2008)的3字母语言代码, BCP 47登记的5到8个字母的语言代码。应保持同样的大小写。
- 最多3个可选的extended language subtags，每个由3字母组成。实际上还没有使用。
- 1个可选的文字子标签（script subtag），ISO 15924的4字母书写文字代码，通常是title case。
- 1个可选的地区子标签（region subtag），ISO 3166-1 alpha-2的2字母地区代码(通常大写)，或UN M.49的3数字地理区代码。
- 可选的variant subtags，每个为5至8个字母，或者4字母后跟1个数字。由IANA登记。
- 可选的extension subtags，每个为单字符（不允许“x”）开始（这称为singleton），后跟连字符与2至8个字符组成的文本。[10],[11]
- 1个可选的private-use subtag, 每个为x-后跟1至8个字符组成文本。

例外情况是x-前缀开头的私用语言标签，向后兼容的grandfathered语言标签（包括i-前缀与以前登记的老的语言标签）。 
上述未指明的子标签应该小写。实际上整个语言标签是大小写无关的。 
可选的script与region子标签如果没有提供可辨识信息，则将被忽略。例如拉丁字母拼写的西班牙语es-Latn，日本的日语ja-JP。
并不是所有语言区域都有有效的区域子标签：主语言的国内方言区被登记为variant子标签。例如，valencia variant子标签用于加泰罗尼亚语的巴倫西亞語方言。由于该方言几乎只用于西班牙国内，区域子标签ES通常忽略。 
宏语言（macrolanguage）中的語言可使用 ISO 639-3 拆分出來的語言代碼來區分，如漢語官話 cmn（Chinese Mandarin）而非漢語族 zh 或 zho（Zhōngwén）。或者用语言和扩展子标签的组合，如 zh-cmn。
手語用扩展子标签，前缀为sgn。

## 与其他国际标准的关系
虽然源自ISO或UN的标准，但并不是严格遵循。特别是ISO 639, ISO 15924, ISO 3166, UN M.49等标准撤回某些编码，甚至改变某些编码所指的时候，RFC 4646规定语言标签仍然保持最初含义不变。

### ISO 639-3 与 ISO 639-1
RFC 4646之前登记的语言标签现在分为"grandfathered"或"redundant"，视其是否满足目前的语法而定。并且是过时的。现在采用ISO 639-3语言子标签。例如，nan取代了zh-min-nan表示闽南语；hak取代了i-hak、zh-hakka表示客家话；ase取代了sgn-US表示美國手語。

### ISO 639-5 与 ISO 639-2
ISO 639-5使用3字母表示一个语言群中所有的语言。而ISO 639-2使用3字母表示一个语言群中没有独立语言标签的那些语言。例如，ISO 639-2代码afa表示"Afro-Asiatic (Other)"，不包含阿拉伯语。而ISO 639-5中的这个代码表示"Afro-Asiatic languages"，包含亚非语系所有语言。这一变化发生在2009年。
ISO 639-5为了向后兼容ISO 639-2，对于这些老的代码，定义了grouping type attribute。
BCP 47定义了"Scope"属性用于语言集子标签的辨别。但是没有定义任何inclusive或exclusive属性，也没有使用ISO 639-5的grouping type attribute。
ISO 639-5没有定义哪些语言属于某个语言集。因此RFC 5646不建议使用语言集，除非是那些非特定的语言集，如"Multiple languages"与 "Undetermined"。

### ISO 15924, ISO/IEC 10646 与 Unicode
某些主语言子标签携带了属性"Suppress-Script"，通常某个书写系统适用于该语言。因此会忽略script子标签。例如，yi取代了yi-Hebr ，因为意地绪语总是使用希伯来字母书写。
另一个例子，zh-Hans-SG可被认为等价于zh-Hans，因为新加坡简体中文与其他简体中文几乎一样。但是，这里的script子标签显然是有意义的。

### ISO 3166-1 与 UN M.49
当语言的地区方言有专门的子标签，这比使用地区子标签更优。例如，ar-DZ应该被arq代替来表示阿爾及利亞阿拉伯語。

## 扩展
Extension子标签（不要与extended语言子标签混淆）允许附加额外的信息，如locale，calendar，currency。
至2014年1月已经分配了两种扩展。

### Extension T
2012年2月，Unicode Consortium在RFC 6497发布了Extension T用于语言标签包含信息关于音译（transliterated），转写（transcribed），变换（transformed）。例如，en-t-jp用于从日语翻译到英语。

### Extension U (Unicode Locale)
2010年12月，統一碼聯盟在RFC 6067发布了Extension U，允许在通用當地數據儲存庫中嵌入了宽属性，表示很多區域設置数据集。
例如：
- ar-u-nu-latn表示阿拉伯语使用阿拉伯数字 (0至9)代替阿拉伯文数字 (٠至٩)
- he-IL-u-ca-hebrew-tz-jeruslm表示以色列的希伯来语，使用希伯來曆，时区信息数据库中的"Asia/Jerusalem"时区。

## Windows操作系统的使用
Windows Vista及以后版本，采用RFC 4646作为locale标签，字符串最大长度85，包含了结尾的零字符。 
只有语言子标签，称为中立locale（neutral locale）。加上地区子标签，称为specific locale。格式为<language>-<Script>-<REGION>，例如"uz-Latn-UZ"表示乌兹别克斯坦的使用拉丁字母的乌兹别克语。
排序规则应写为<language>-<Script>-<REGION>_<sort order>